# Glacier County
Glacier County ist ein County im Bundesstaat Montana der Vereinigten Staaten. Der Sitz der Countyverwaltung (County Seat) befindet sich in Cut Bank.

## Demografische Daten

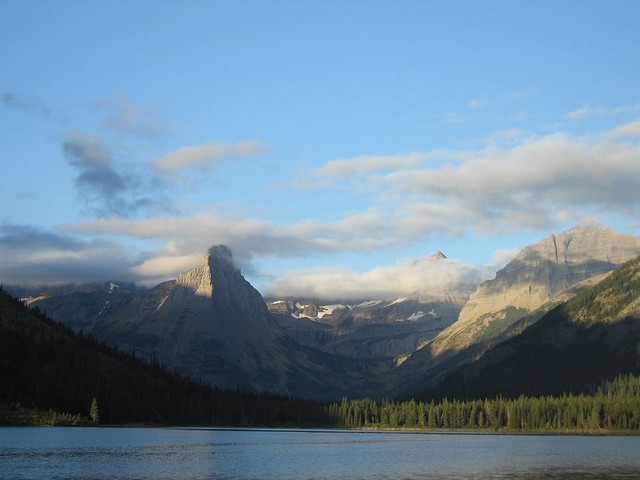
Der Cosley Lake im Glacier National Park

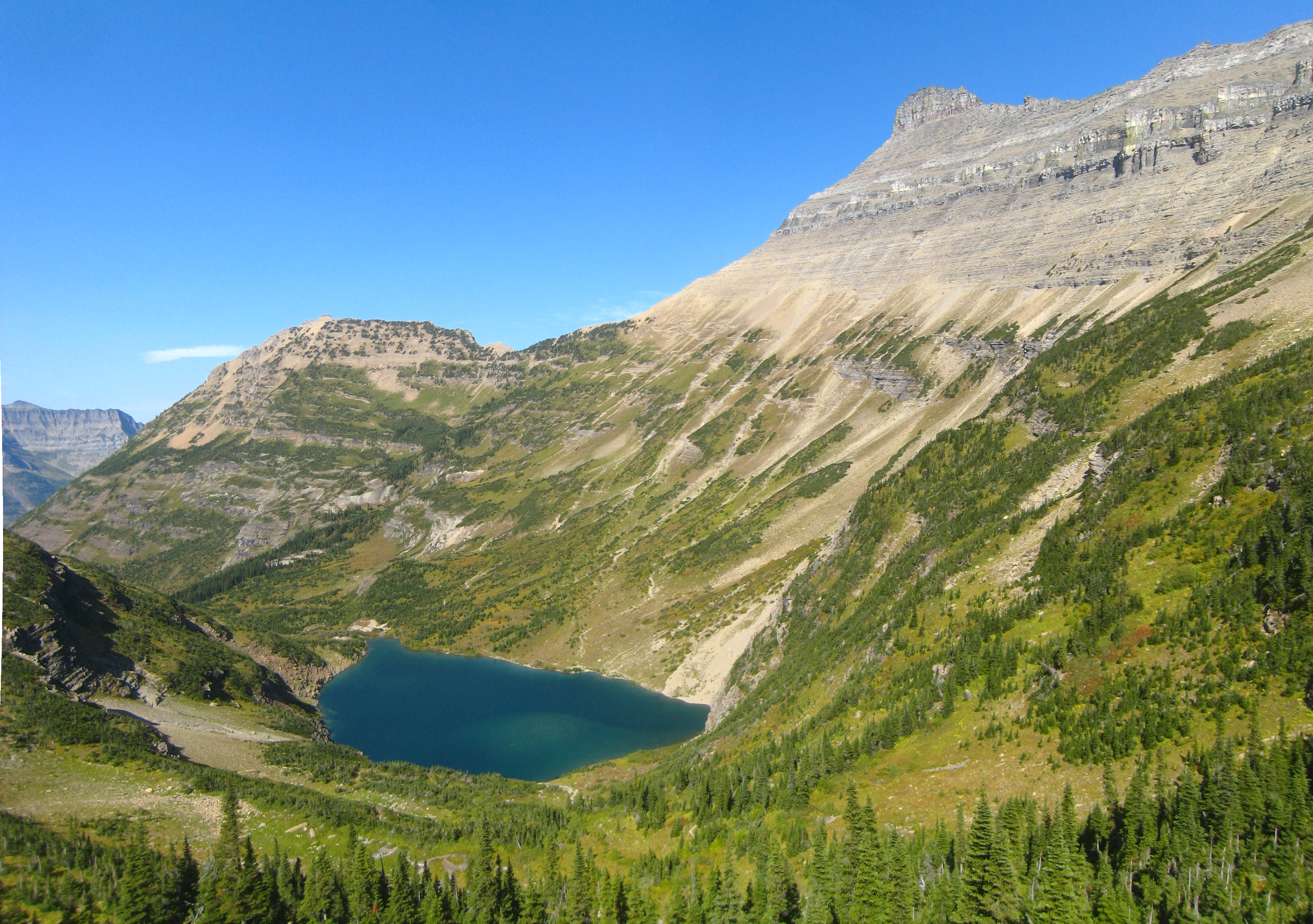
Der Stoney Indian Lake im Norden des Glacier National Parks

Nach der Volkszählung im Jahr 2000 lebten im County 13.247 Menschen. Es gab 4.304 Haushalte und 3.245 Familien. Die Bevölkerungsdichte betrug 2 Einwohner pro Quadratkilometer. Ethnisch betrachtet setzte sich die Bevölkerung zusammen aus 35,43 % Weißen, 0,08 % Afroamerikanern, 61,80 % amerikanischen Ureinwohnern, 0,07 % Asiaten, 0,05 % Bewohnern aus dem pazifischen Inselraum und 0,18 % aus anderen ethnischen Gruppen; 2,39 % stammten von zwei oder mehr ethnischen Gruppen ab. 1,20 % der Bevölkerung waren spanischer oder lateinamerikanischer Abstammung.
Von den 4.304 Haushalten hatten 42,90 % Kinder und Jugendliche unter 18 Jahre, die bei ihnen lebten. 53,30 % waren verheiratete, zusammenlebende Paare, 16,20 % waren allein erziehende Mütter. 24,60 % waren keine Familien. 21,60 % waren Singlehaushalte und in 7,70 % lebten Menschen im Alter von 65 Jahren oder darüber. Die Durchschnittshaushaltsgröße betrug 3,03 und die durchschnittliche Familiengröße lag bei 3,56 Personen.
Auf das gesamte County bezogen setzte sich die Bevölkerung zusammen aus 34,90 % Einwohnern unter 18 Jahren, 9,10 % zwischen 18 und 24 Jahren, 26,90 % zwischen 25 und 44 Jahren, 19,90 % zwischen 45 und 64 Jahren und 9,20 % waren 65 Jahre alt oder darüber. Das Durchschnittsalter betrug 31 Jahre. Auf 100 weibliche Personen kamen 97,90 männliche Personen, auf 100 Frauen im Alter ab 18 Jahren kamen statistisch 94,10 Männer.
Das jährliche Durchschnittseinkommen eines Haushalts betrug 27.921 USD, das Durchschnittseinkommen der Familien betrug 31.193 USD. Männer hatten ein Durchschnittseinkommen von 27.445 USD, Frauen 23.036 USD. Das Pro-Kopf-Einkommen betrug 11.597 USD. 27,30 % der Bevölkerung und 23,50 % der Familien lebten unterhalb der Armutsgrenze. 32,70 % davon waren unter 18 Jahre und 20,10 % waren 65 Jahre oder älter.

## Geschichte
Drei Orte im County haben den Status einer National Historic Landmark, das Camp Disappointment, die Going-to-the-Sun Road und die Great Northern Railway Buildings. 24 Bauwerke und Stätten des Countys sind insgesamt im National Register of Historic Places eingetragen (Stand 8. Februar 2018).

## Orte im Glacier County
Citys
| - Cut Bank |

Towns
| - Browning |

Census-designated places (CDP)
| - Babb - East Glacier Park Village - Little Browning - North Browning | - Santa Rita - South Browning - Starr School |

Unincorporated Communitys
| - Meriwether - St. Mary |